# Malta nos Jogos Olímpicos de Verão de 1960
Malta competiu nos Jogos Olímpicos de Verão de 1960 em Roma, Itália. O país retornou às Olimpíadas após um hiato de 12 anos, desde os Jogos Olímpicos de Verão de 1948.